# William Francis Gray Swann
William Francis Gray Swann (29 de agosto de 1884 — 29 de janeiro de 1962) foi um físico anglo-estadunidense.